# ريال قطري
الريال القطري هو الوحدة الأساسية لعملة دولة قطر، ويتكون الريال من 100 درهم صادرة عن مصرف قطر المركزي، ويرتبط الريال القطري بالدولار الأمريكي بسعر ثابت مقداره 3.64 ريال للدولار الواحد منذ عام 1980. بدا استخدامه بعد أن توقف استخدام الروبية الخليجية.

## تاريخ
قبل عام 1966، كانت العملات المتداولة في قطر هي تلك المرتبطة بالجنيه الإسترليني مثل الروبية الهندية، وروبية الخليج. وفي 21 مارس 1966، وقعت قطر ودبي اتفاقية تم بموجبها إنشاء مجلس نقد قطر ودبي.وعندما قامت الهند بخفض سعر صرف الروبية (بما في ذلك روبية الخليج) بنسبة 35%، قررت قطر ودبي استخدام الريال السعودي بدلاً من روبية الخليج بصورة مؤقتة لحين إصدار عملتها الجديدة. وقد أصدرت العملة الجديدة بتاريخ 18 سبتمبر 1966، وعرفت باسم ريال قطر ودبي، وتحددت قيمتها بـ 0.186621 جرام من الذهب الخالص، وهو نفس سعر التعادل لروبية الخليج قبل خفض سعر صرفها.
وفي 2 ديسمبر 1971 أصبحت دبي عضواً في اتحاد الإمارات العربية، وتقرر إلغاء مجلس نقد قطر ودبي طبقاً للمرسوم الأميري رقم 6 الصادر في مايو 1973.وبموجب المرسوم رقم 24 لعام 1973، تم سحب ريال قطر ودبي من التداول وتم إصدار عملة جديدة عرفت باسم الريال القطري
في عام 1975، وبموجب المرسوم رقم 60، تم ربط سعر صرف الريال القطري بوحدات حقوق السحب الخاصة بسعر 0.21 وحدة لكل ريال قطري، مع السماح بهامش تذبذب بنسبة 2.25% (أي 4.7619 ± 2.25%) ريال قطري لكل وحدة من وحدات حقوق السحب الخاصة). وقد كان سعر صرف الريال القطري مقابل الدولار الأمريكي يتحدد وفقاً لسعر صرف الدولار مقابل وحدات حقوق السحب الخاصة الذي يقرره صندوق النقد الدولي، بينما تحدد سعر صرف الريال القطري مقابل العملات الرئيسية وفقاً لسعر صرف الدولار مقابل تلك العملات في الأسواق العالمية.
وقد تمت زيادة هامش التذبذب المسموح به في أوائل عام 1976 إلى 07.25±% بسبب ارتفاع سعر صرف الدولار مقابل وحدات حقوق السحب الخاصة في أواخر عام 1975. وفي الفترة 1973-1993 تبنت مؤسسة النقد القطري الدولار الأمريكي كعملة تدخل لتثبيت القيمة اليومية للريال، ومن ثم، فإن سعر صرف الريال القطري قد تذبذب في تلك الفترة مقابل العملات الأخرى، بمقدار تذبذب سعر صرف الدولار مقابل تلك العملات.
وخلال النصف الثاني من عقد السبعينيات، قامت مؤسسة النقد القطري بإعادة تقييم سعر صرف الريال القطري مقابل الدولار الأمريكي مرات عديدة من أجل الحفاظ على استقرار قيمة الريال مقابل العملات الرئيسية لشركاء قطر التجاريين، وللحد من ضغوط التضخم المستورد. وفي الفترة ما بين مارس 1976 إلى يونيو 1980 تم رفع سعر صرف الريال القطري 12 مرة مقابل الدولار بما مجموعه 8.5%. وقد عوض ذلك جزئياً عن تدهور سعر صرف الدولار في نفس الفترة بما نسبته 13.4% مقابل وحدات حقوق السحب الخاصة.
وعندما بدأ سعر صرف الدولار بالارتفاع مقابل العملات الأخرى ابتداءً من يوليو 1980، اختارت مؤسسة النقد القطري الإبقاء على سعر صرف الريال مقابل الدولار عند مستوى 3.64 ريال لكل دولار بدون تغيير. وكان من نتيجة هذا التثبيت أن ارتفعت أسعار صرف الريال القطري مقابل العملات الأخرى بنفس درجة ارتفاع سعر صرف الدولار.

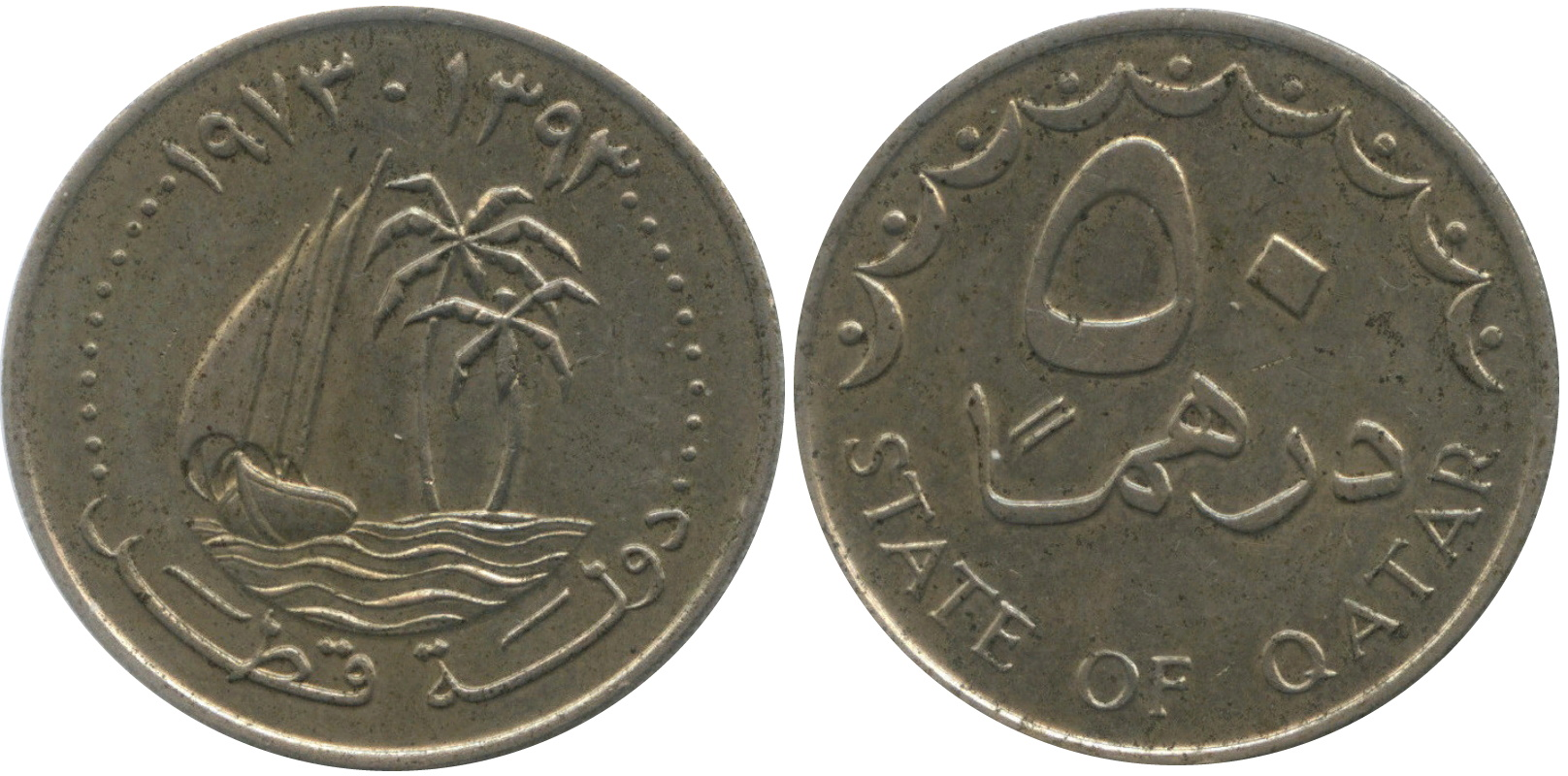

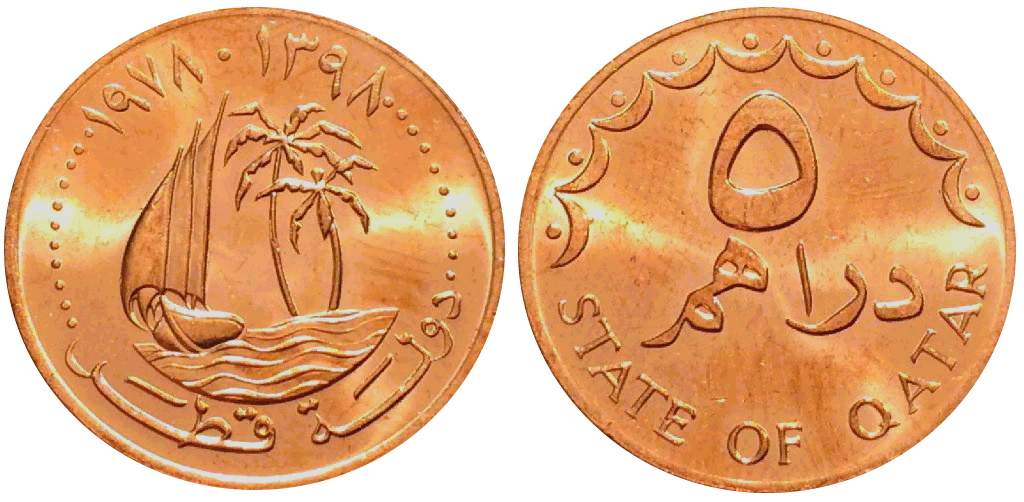

## القطع النقدية
في عام 1966، تم إصدار القطع النقدية باسم قطر ودبي. ولكن بعد ان أصبحت دبي عضواً في اتحاد الإمارات العربية المتحدة عام 1973، قامت قطر بإصدار نسخ جديدة عن القطع النقدية تحمل اسم «دولة قطر».
الدرهم القطري متوافر على خمس أصناف
- درهم واحد
- خمسة دراهم
- عشرة دراهم
- 25 درهماً
- 50 درهماً

## الأوراق النقدية
في عام 1966 أصدر مجلس نقد قطر ودبي الأوراق النقدية باسم ريال قطر ودبي وتم إستبدالها عام 1973 بأوراق نقدية تحمل اسم الريال القطري بعد انضام دبي إلى الإمارات العربية المتحدة.
| الإصدار الرابع (المحدث) للعملة القطرية | الإصدار الرابع (المحدث) للعملة القطرية | الإصدار الرابع (المحدث) للعملة القطرية | الإصدار الرابع (المحدث) للعملة القطرية | الإصدار الرابع (المحدث) للعملة القطرية | الإصدار الرابع (المحدث) للعملة القطرية        |
| صورة                                   | صورة                                   | القيمة                                 | اللون                                  | الرسومات                               | الرسومات                                      |
| -------------------------------------- | -------------------------------------- | -------------------------------------- | -------------------------------------- | -------------------------------------- | --------------------------------------------- |
| الوجه                                  | الخلفية                                |                                        |                                        | الوجه                                  | الخلفية                                       |
|                                        |                                        | 1 ريال                                 | رصاصي                                  | شعار دولة قطر                          | ثلاثة طيور (القوبعه وصقرقع وقطقاط الرمل صغير) |
|                                        |                                        | 5 ريالات                               | بنفسجي                                 | شعار دولة قطر                          | المها العربي، الخيل العربي والجمل             |
|                                        |                                        | 10 ريالات                              | برتقالي                                | شعار دولة قطر                          | سفينة عربية وكثبان رملية                      |
| _                                      | _                                      | 50 ريال                                | وردي                                   | شعار دولة قطر                          | نافورة اللؤلؤة                                |
| _                                      | _                                      | 100 ريال                               | بني                                    | شعار دولة قطر                          | أكادمية الشقب والمسجد القديم                  |
|                                        |                                        | 500 ريال                               | أزرق                                   | شعار دولة قطر                          | مسجد الشيوخ                                   |

عرض في دور المزادات عينات مختلفة من الأوراق النقدية القطرية لإصدارات وتجارب مختلفة منها فئة الألف ريال التي تمت طباعة نموذج منها عام 1979.

## وصلات خارجية
- مصرف قطر المركزي
- القطع النقدية القطرية